# Pardal de Zarudni
El pardal de Zarudni (Passer zarudnyi) és un ocell de la família dels passèrids (Passeridae).

## Hàbitat i distribució
Habita les zones desèrtiques i estepàries del Turkmenistan i l'Uzbekistan.